# Lederfabriek Atlan

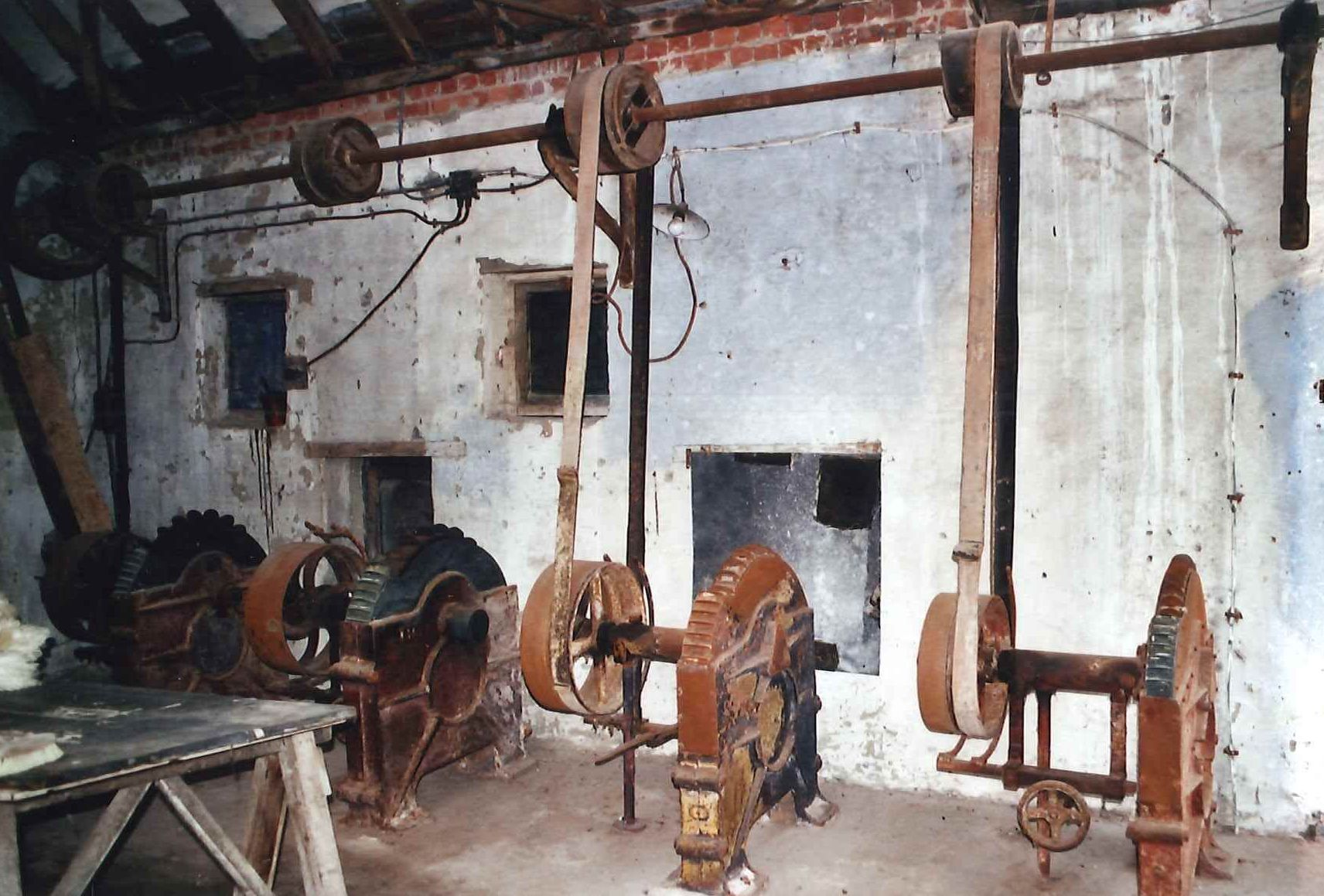
Interieur van de looierij

De Lederfabriek Atlan is een industrieel monument in de Oost-Vlaamse plaats Zulte, gelegen aan Looierijstraat 134.

## Geschiedenis
Op de plaats van de huidige leerlooierij stond vroeger een molenaarshuis en een standerdmolen, de Kapellemolen, welke al in 1557 werd vermeld en begin 17e eeuw werd herbouwd. De molen werd in 1899 gesloopt. Het bedrijfsgebouw werd in 1900 vergroot en er werd een stoommaalderij en -olieslagerij gevestigd. In 1921 werd het bedrijfsgebouw opnieuw vergroot en nu kwam er een stoomvermicellifabriek. In 1945 werd de woning van het het bedrijfsgebouw gesplitst en het laatste werd als leerlooierij in gebruik genomen.

## Heden
Het woonhuis bevat nog een oude keukeninrichting. Het bedrijfsgebouw is voornamelijk van 1921 en bevat nog een complete set machines die vaak tweedehands werden aangekocht en ouder zijn dan de looierij. Ze omvatten droogpersen, slijt- en schaafmachines, soepenmachines, een spuitmachine, droogrekken en een meetmachine.